# اکتونز کورنرز، انتاریو
اکتونز کورنرز (به انگلیسی: Actons Corners) یک منطقهٔ مسکونی در کانادا است که در انتاریو واقع شده‌است. اکتونز کورنرز ۱۰۶ متر بالاتر از سطح دریا واقع شده‌است.